# Усола (Гірськомарійський район)
Усо́ла (рос. Усола, марій. Усола) — село у складі Гірськомарійського району Марій Ел, Росія. Адміністративний центр Усолинського сільського поселення.

## Населення
Населення — 250 осіб (2010; 252 у 2002).
Національний склад (станом на 2002 рік):
- марі — 88 %